# Кручкевич, Бронислав
Бронислав Игнаций Кручкевич (пол. Bronisław Ignacy Kruczkiewicz; 29 мая 1849, Пусткув — 27 февраля 1918, Львов) — польский ученый в области классической филологии, латинист, доктор философии, ректор Львовского университета в 1900—1901 академическом году.

## Биография
В 1872 году окончил Ягеллонский университет со степенью доктора философии. Прошёл стажировку в Вене и Лейпциге. Ученик А. Брандовского.
Работал сначала учителем (1872—1876), а с 1879 года — частным доцентом классической филологии Ягеллонского университета, чрезвычайным профессором (с 1888) и обычным профессором (с 1890) кафедры классической филологии Львовского университета. В 1893—1894 году — декан философского факультета, а 1900—1901 академическом году был избран на должность ректора.
Занимался исследованиями римской, польско-латинской литературы и литературы польского гуманизма, итальянской и латинской диалектики. Проработал критические издания польско-латинских поэтов Павла из Кросно, Яна из Вислицы. Написал критические замечания к текстам Тацита, Стация, Ювенала, Горация, Тита Ливия. Член-корреспондент Польской академии знаний (1902), председатель Филологического общества во Львове (1902).

## Работы
- «Poema de Aetna monte Vergilio auctori potissimum esse tribuendum» (Краков 1883),
- «Pauli Crosnensis Rutheni atque Joannis Visliciensis Carmina» (Краков 1887),
- «Analecta Graeco-Latina» (Краков 1893),
- «Słownik łacińsko-polskiego do użytku szkół średnich» (Краков, 1907; Варшава 1925).